# بوب سكانلان
بوب سكانلان (بالإنجليزية: Bob Scanlan)‏ هو لاعب كرة قاعدة أمريكي، ولد في 9 أغسطس 1966 في لوس أنجلوس في الولايات المتحدة.

## وصلات خارجية
- الموقع الرسمي
- بوب سكانلان على موقعبيزبول رفرنس.كوم (الدوري الرئيسي) (الإنجليزية)
- بوب سكانلان على موقعبيزبول رفرنس.كوم (الدوري الثانوي) (الإنجليزية)